# Gran Premio de las Naciones de Motociclismo de 1975
El Gran Premio de las Naciones de Motociclismo de 1975 fue la quinta prueba de la temporada 1975 del Campeonato Mundial de Motociclismo. El Gran Premio se disputó el 18 de mayo de 1975 en el Autodromo Enzo e Dino Ferrari.

## Resultados 500cc
En 500 cc, esta fue una carrera caracterizada por las lesiones de sus mejores pilotos. El finlandés Teuvo Länsivuori no pudo tomar la salida porque en los entrenamientos cayó y se fracturó las costillas. Tampoco estaban en plenas condiciones ni Barry Sheene y Roberto Gallina tuvieron que retirarse en la segunda vuelta por problemas de salud. Con todo esto, la victoria fue para el italiano Giacomo Agostini que, aunque también estaba tocado por una afectación de amigdalitis, pudo brillar ante su público.
| Pos. | Piloto               | Equipo          | Tiempo     | Pts. |
| ---- | -------------------- | --------------- | ---------- | ---- |
| 1    | Giacomo Agostini     | Yamaha          | 59' 28" 2  | 15   |
| 2    | Phil Read            | MV Agusta       | +1' 00" 8  | 12   |
| 3    | Hideo Kanaya         | Yamaha          | +1' 23" 6  | 10   |
| 4    | Armando Toracca      | MV Agusta       | +1' 48" 4  | 8    |
| 5    | Stan Woods           | Suzuki          | +1 Vuelta  | 6    |
| 6    | Alex George          | Yamaha          | +1 Vuelta  | 5    |
| 7    | John Newbold         | Suzuki          | +2 Vueltas | 4    |
| 8    | Thierry Tchernine    | Yamaha          | +2 Vueltas | 3    |
| 9    | Bernard Fau          | Yamaha          | +2 Vueltas | 2    |
| 10   | Ruedi Keller         | Yamaha          | +2 Vueltas | 1    |
| 11   | Max Wiener           | Rotax           | +2 Vueltas |      |
| 12   | Nico Cereghini       | Suzuki          | +2 Vueltas |      |
| 13   | Giorgio Gatti        | Yamaha          | +2 Vueltas |      |
| 14   | Germano Paganini     | Harley-Davidson | +2 Vueltas |      |
| 15   | Germano Salsi        | Yamaha          | +2 Vueltas |      |
| 16   | Sergio Baroncini     | Ducati          | +2 Vueltas |      |
| Ret  | Eduardo Celso-Santos | Yamaha          | Ret        |      |
| Ret  | Christian Léon       | König           | Ret        |      |
| Ret  | Chas Mortimer        | Maxton-Yamaha   | Ret        |      |
| Ret  | Pentti Korhonen      | Yamaha          | Ret        |      |
| Ret  | Virginio Ferrari     | Paton           | Ret        |      |
| Ret  | Roberto Gallina      | Suzuki          | Ret        |      |
| Ret  | Michel Rougerie      | Harley-Davidson | Ret        |      |
| Ret  | Mimmo Cazzaniga      | Harley-Davidson | Ret        |      |
| Ret  | Barry Sheene         | Suzuki          | Ret        |      |
| Ret  | Guido Mandracci      | Yamaha          | Ret        |      |
| Ret  | Mario Necchi         | Yamaha          | Ret        |      |
| Ret  | Giuliano Barzanti    | Yamaha          | Ret        |      |
| Ret  | Remo Bianconcini     | Suzuki          | Ret        |      |
| DNS  | Teuvo Länsivuori     | Suzuki          | DNS        |      |

## Resultados 350cc
Agostini, afectador por amigdalitis, no pudo estar a la altura para mantener el duelo con el venezolano Johnny Cecotto. El joven venezolano siempre estuvo en cabeza pese al ataque del italiano en la penúltima vuelta. Pero Cecotti se vio favorecido por el fallo mecánico de Ago en la última vuelta.
| Pos. | Piloto             | Equipo          | Tiempo    | Pts. |
| ---- | ------------------ | --------------- | --------- | ---- |
| 1    | Johnny Cecotto     | Yamaha          | 53' 29" 4 | 15   |
| 2    | Giacomo Agostini   | Yamaha          | +15" 7    | 12   |
| 3    | Patrick Pons       | Yamaha          | +17" 2    | 10   |
| 4    | Dieter Braun       | Yamaha          | +17" 4    | 8    |
| 5    | Gérard Choukroun   | Yamaha          | +39" 4    | 6    |
| 6    | Giovanni Proni     | Yamaha          | +1' 00" 1 | 5    |
| 7    | Marco Lucchinelli  | Yamaha          | +1' 21"   | 4    |
| 8    | Chas Mortimer      | Maxton-Yamaha   | +1' 55" 9 | 3    |
| 9    | Guido Mandracci    | Yamaha          | +1 Vuelta | 2    |
| 10   | Hans Stadelmann    | Yamaha          | +1 Vuelta | 1    |
| 11   | Jack Findlay       | Yamaha          | +1 Vuelta |      |
| Ret  | Víctor Palomo      | SMAC-Yamaha     | Ret       |      |
| Ret  | Hideo Kanaya       | Yamaha          | Ret       |      |
| Ret  | Alex George        | Yamaha          | Ret       |      |
| Ret  | Jean-Paul Boinet   | Yamaha          | Ret       |      |
| Ret  | Olivier Chevallier | Yamaha          | Ret       |      |
| Ret  | Walter Villa       | Harley-Davidson | Ret       |      |
| Ret  | Pentti Korhonen    | Yamaha          | Ret       |      |
| Ret  | Philippe Coulon    | Yamaha          | Ret       |      |
| Ret  | Paolo Tordi        | Yamaha          | Ret       |      |

## Resultados 250cc
En el cuarto de litro, la victoria fue para el italiano Walter Villa, que mantuvo un ritmo que no pudo seguir el venezolano Johnny Cecotto, que se conformó con el segundo puesto. El francés Michel Rougerie cerró el podio de este Gran Premio.
| Pos. | Piloto                 | Equipo          | Tiempo    | Pts. |
| ---- | ---------------------- | --------------- | --------- | ---- |
| 1    | Walter Villa           | Harley-Davidson | 50' 25" 5 | 15   |
| 2    | Johnny Cecotto         | Yamaha          | +16" 9    | 12   |
| 3    | Michel Rougerie        | Harley-Davidson | +35" 4    | 10   |
| 4    | Dieter Braun           | Yamaha          | +47" 5    | 8    |
| 5    | Patrick Pons           | Yamaha          | +1' 28" 7 | 6    |
| 6    | Mario Lega             | Yamaha          | +2' 00" 3 | 5    |
| 7    | Tom Herron             | Yamaha          | +2' 04" 2 | 4    |
| 8    | Felice Agostini        | Yamaha          | +2' 05" 6 | 3    |
| 9    | Pentti Korhonen        | Yamaha          | +2' 09" 6 | 2    |
| 10   | Leif Gustafsson        | Yamaha          | +2' 15" 5 | 1    |
| 11   | Luigi Richetti         | Yamaha          |           |      |
| 12   | Tapio Virtanen         | MZ              |           |      |
| 13   | Erasmo di Giacinto     | Yamaha          |           |      |
| 14   | Gino Tondo             | Yamaha          |           |      |
| 15   | Olivier Chevallier     | Yamaha          |           |      |
| 16   | Henk van Kessel        | Yamaha          |           |      |
| 17   | Jean-Paul Boinet       | Yamaha          |           |      |
| 18   | Francesco Pisanelli    | Yamaha          |           |      |
| Ret  | Philippe Coulon        | Yamaha          | Ret       |      |
| Ret  | Giovanni Proni         | Yamaha          | Ret       |      |
| Ret  | Jean-Louis Guignabodet | Yamaha          | Ret       |      |
| Ret  | Edmar Ferreira         | Yamaha          | Ret       |      |
| Ret  | Giuseppe Consalvi      | Yamaha          | Ret       |      |
| Ret  | Paolo Tordi            | Yamaha          | Ret       |      |
| Ret  | Paolo Pileri           | Yamaha          | Ret       |      |
| Ret  | Otello Buscherini      | Yamaha          | Ret       |      |
| Ret  | Gérard Choukroun       | Yamaha          | Ret       |      |
| Ret  | Ikujiro Takai          | Yamaha          | Ret       |      |
| Ret  | Fosco Giansanti        | Yamaha          | Ret       |      |
| Ret  | Bruno Kneubühler       | Yamaha          | Ret       |      |

## Resultados 125cc
En el octavo de litro, dominio de Morbidelli con protestas del público ya que el italiano Pier Paolo Bianchi, que fue liderando la prueba, tuvo que reducir su velocidad para que su compañero Paolo Pileri pudiera ganar la prueba. El sueco Kent Andersson tuvo que abandonar por problemas mecánicos.
| Pos. | Piloto             | Moto       | Tiempo      | Pts. |
| ---- | ------------------ | ---------- | ----------- | ---- |
| 1    | Paolo Pileri       | Morbidelli | 46' 13" 3   | 15   |
| 2    | Pier Paolo Bianchi | Morbidelli | + 0" 3      | 12   |
| 3    | Henk van Kessel    | AGV Condor | + 1' 30" 6  | 10   |
| 4    | Leif Gustafsson    | Yamaha     | + 2' 07" 4  | 8    |
| 5    | Pierluigi Conforti | Malanca    | + 2' 21" 3  | 6    |
| 6    | Bruno Kneubühler   | Yamaha     | + 1 Vuelta  | 5    |
| 7    | Hans Müller        | Yamaha     | + 1 Vuelta  | 4    |
| 8    | Eugenio Lazzarini  | Piovaticci | + 1 Vuelta  | 3    |
| 9    | Alberto Ieva       | Derbi      | + 1 Vuelta  | 2    |
| 10   | Ulrich Graf        | Yamaha     | + 2 Vueltas | 1    |
| 11   | Gianni Ribuffo     | Yamaha     | + 2 Vueltas |      |
| 12   | Rudolf Weiss       | Yamaha     | + 2 Vueltas |      |
| Ret  | Kent Andersson     | Yamaha     | Ret         |      |
| Ret  | Johann Zemsauer    | Rotax      | Ret         |      |
| Ret  | Harald Bartol      | Suzuki     | Ret         |      |
| Ret  | Vicenzo Novella    | Yamaha     | Ret         |      |
| Ret  | Thierry Tchernine  | Yamaha     | Ret         |      |
| Ret  | Gert Bender        | Bender     | Ret         |      |
| Ret  | Otello Buscherini  | Malanca    | Ret         |      |

## Resultados 50cc
En la categoría menor cilindrada, tercera victoria del español Ángel Nieto por delante del italiano Eugenio Lazzarini a casi 13 segundos del zamorano.
| Pos. | Piloto              | Moto       | Tiempo    | Pts. |
| ---- | ------------------- | ---------- | --------- | ---- |
| 1    | Ángel Nieto         | Kreidler   | 29' 54" 1 | 15   |
| 2    | Eugenio Lazzarini   | Piovaticci | +12" 8    | 12   |
| 3    | Stefan Dörflinger   | Kreidler   | +1' 14" 8 | 10   |
| 4    | Claudio Lusuardi    | Derbi      | +1' 17" 5 | 8    |
| 5    | Herbert Rittberger  | Kreidler   | +1' 51" 4 | 6    |
| 6    | Henk van Kessel     | Kreidler   | +2' 10" 1 | 5    |
| 7    | Ramón Galí          | Derbi      | +1 Vuelta | 4    |
| 8    | Ulrich Graf         | Kreidler   | +1 Vuelta | 3    |
| 9    | Carlo Guerrini      | Ringhini   | +1 Vuelta | 2    |
| 10   | Germano Zanetti     | Kreidler   | +1 Vuelta | 1    |
| 11   | Ezio Moschini       | Derbi      |           |      |
| 12   | Giorgio Macciavelli | Kreidler   |           |      |
| 13   | Romano Villa        | Villa      |           |      |
| 14   | Giorgio Lucarini    | UFO        |           |      |
| 15   | Gianni Ribuffo      | Lamone     |           |      |
| 16   | Marino Neri         | Villa      |           |      |